# 查巴爾
查巴爾是克羅地亞的城鎮，位於該國西部，毗鄰與斯洛文尼亞接壤的邊境，由濱海和山區縣負責管轄，面積96平方公里，海拔高度518米，2001年人口4,387。

## 外部連結
- City of Čabar Municipality web Portal （页面存档备份，存于）

45°36′N 14°38′E / 45.600°N 14.633°E